# Jakin
Jakin város az USA Georgia államában, Early megyében. Lakosainak száma 131 fő (2020. április 1.).

## Népesség
A település népességének változása:

| 2010 | 155 |
| 2020 | 131 |

## Híres emberek
- Isabelle Daniels, az 1956-os olimpiai bronzérmes rövidtávfutója